# Artivisme
 (décembre 2020).
Si vous disposez d'ouvrages ou d'articles de référence ou si vous connaissez des sites web de qualité traitant du thème abordé ici, merci de compléter l'article en donnant les références utiles à sa vérifiabilité et en les liant à la section « Notes et références ».

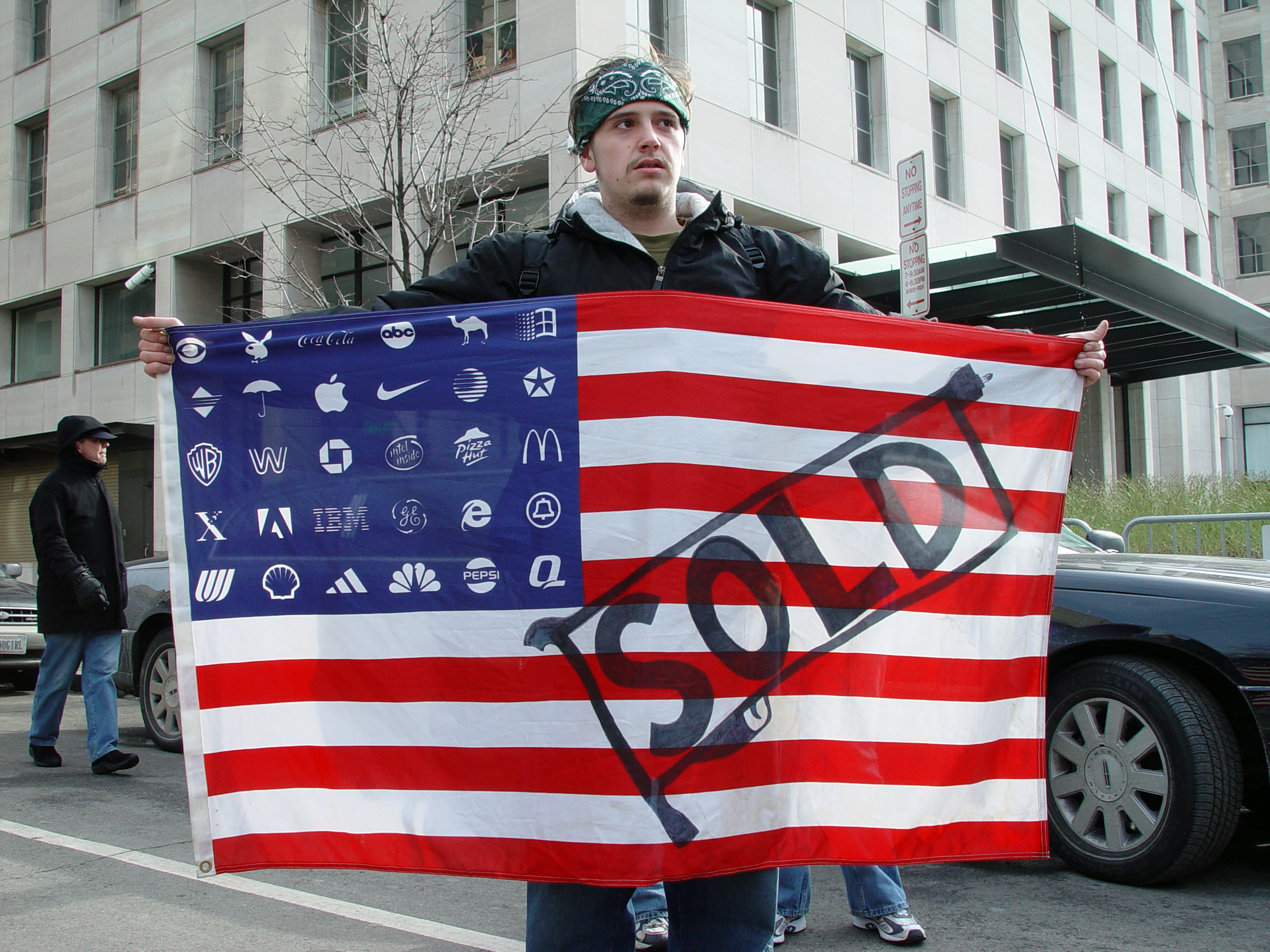
Corporate flag réalisé par Adbusters, montrant de grandes marques qui remplacent les états américains

Artivisme, mot-valise composé des termes art et activisme, est un néologisme qui désigne l'Art relatif aux préoccupations politiques, économiques, écologiques et spirituelles.
Le terme « artivisme » en anglais américain trouve ses racines, ou ses branches, dans une rencontre en 1997 entre des artistes chicanos d'East Los Angeles et les zapatistes du Chiapas, au Mexique. Les mots « artiviste » et « artivisme » ont été popularisés par une série d'événements, d'actions et d'œuvres d'art réalisés par des artistes et des musiciens tels que Quetzal, Ozomatli et Mujeres de Maiz, parmi d'autres artistes d'East Los Angeles, et dans des espaces tels que Self Help Graphics & Art.

L'artivisme, ou l'art activiste, s'est développé au fur et à mesure de l'émergence et de la prolifération des manifestations anti-guerre et altermondialistes . Il se différencie de l’art politique et de l’art critique car il va au-delà de l’analyse, de la représentation, et de la critique de phénomènes politiques et vise à promulguer le changement (Serafini, 2018). En ce sens, l’artivisme fait référence au travail d’activistes qui mobilisent l’art comme technique politique, ainsi qu'au travail d’artistes qui se mobilisent à travers leur art (Serafini, 2018). Dans de nombreux cas, les artivistes tentent de faire avancer des programmes politiques par le biais de l'art, mais l'accent est également mis sur la sensibilisation aux questions sociales, environnementales et techniques. Les acteurs de cette mouvance sont des interventionnistes se déclinant sous l'appellation d'artivistes se réclament parfois de divers mouvements, comme ceux du dada, du punk, des mouvements situationnistes, ou bien des luttes écologiques.
« Nous réunissons artistes et activistes pour co-concevoir et déployer des formes créatives d'action directe, qui se veulent aussi joyeuses qu’elles sont politiquement efficaces. Création et résistance, protestation et proposition sont les brins d'ADN de notre pratique[...] Nous savons en revanche que le rôle de l'art dans le Capitalocène ne peut plus être de montrer le monde aux gens, mais de le transformer, ensemble. » - Laboratoire d'Imagination Insurrectionnelle
L’artivisme se positionne donc dans la longue conversation autour du rôle transformateur de l’art et de son caractère éminemment politique qui a mobilisé de nombreux penseurs en Occident à travers les siècles tels que Platon, Aristote, Rousseau, Dewey, ou encore Rancière.
L’artivisme recourt aux émotions provoquées par l’art pour établir des récits critiques du monde et inspirer au changement. En effet, les émotions sont considérées comme fondamentales dans les processus cognitifs qui provoquent des changements de comportements (Stammen, 2022). De plus, de nombreuses études sur les mouvements sociaux indiquent que les émotions sont en partie responsables de la mobilisation et de l’endurance des gens dans leurs engagements militants (Stammen, 2022). Différentes formes d’art tels que les arts visuels, les arts sonores, le théâtre et la poésie ont prouvé contribuer à différents aspects de la politisation des publics d’artivisme (Stammen, 2022).
Par le biais d'un art de la provocation, les artivistes « réactivent l'humour, la parodie et l'imagination contre les armes de subversion ». Aux États-Unis, plusieurs exemples ont marqué cette pratique. Les mouvements artivistes se sont notamment développés depuis 1999 à Seattle. De plus, lors d'une manifestation le 1er mai 2000, un « commando » prit d'assaut la statue de Winston Churchill pour lui installer une crête d'herbe verte, visant à marquer le mécontentement de la jeunesse et l'esprit de rébellion. Un autre exemple marquant fut les hordes de clowns transperçant les lignées de bobbies. L'exposition The interventionnists dans le Massachusetts a révélé les filiations qu'il y avait entre les artistes activistes de tous les pays.

## Artivistes
Parmi les artivistes, on trouve :
- Above
- Ai Weiwei
- Gianluca Costantini
- Alfredo Meschi
- Aloe Blacc
- Annie Sprinkle
- Anomie Belle
- Banksy
- Bleepsgr
- Cristina Donati Meyer
- Daniel Arzola
- Dylan Verrechia
- Ernest Zacharevic
- Extinction Rebellion
- Favianna Rodriguez
- Guillermo Gómez-Peña
- Joel Garcia / Meztli Projects
- JoFF Rae
- JR
- Jeanmarie Simpson
- Judy Baca
- Julio Salgado
- Las Cafeteras

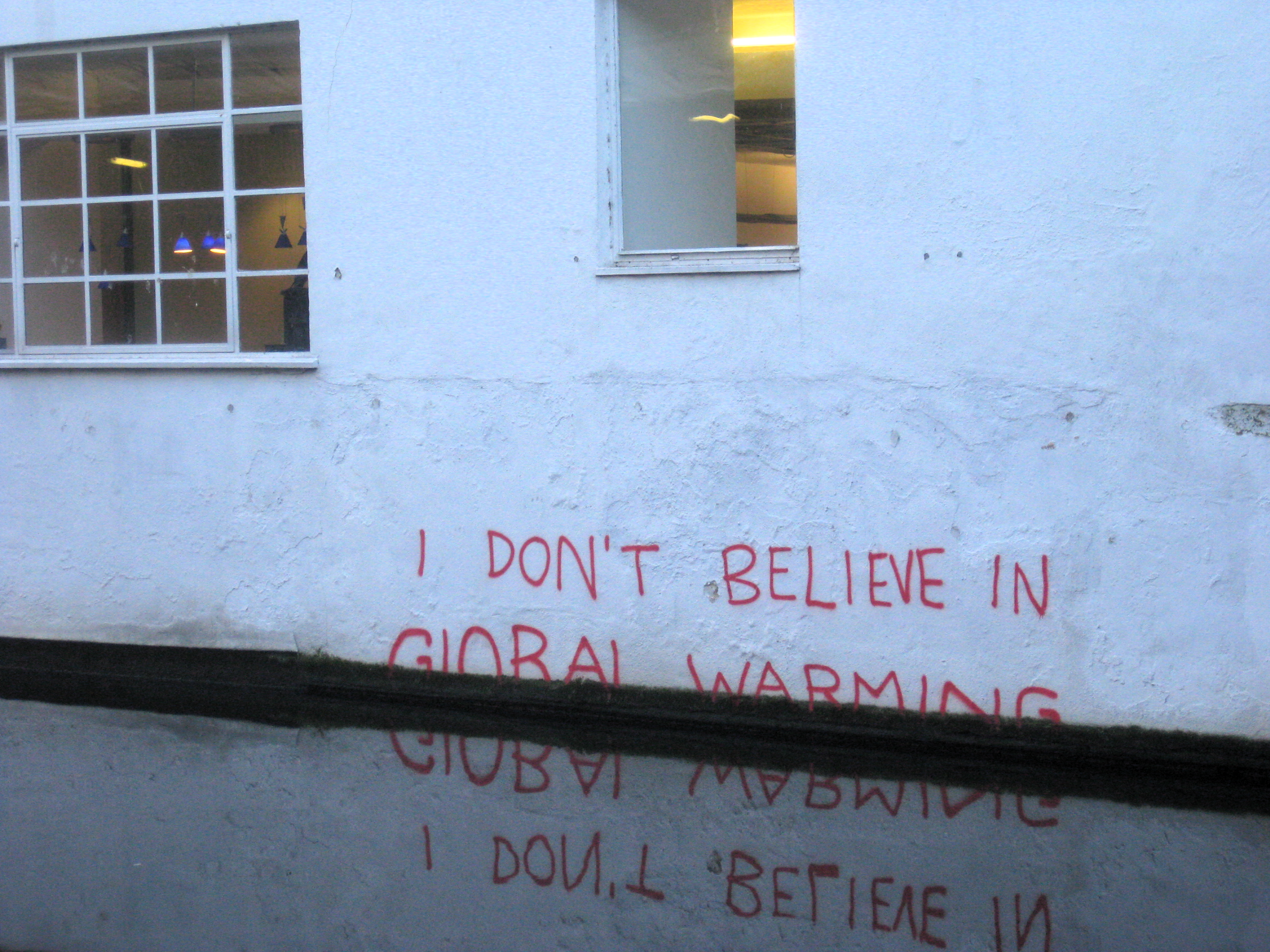
Graffiti ironique I don't believe in global warming (Je ne crois pas au réchauffement climatique), en partie masqué par le niveau du Regent's Canal, à Londres, en allusion à l'élévation du niveau de la mer provoquée par le changement climatique. Banksy, 2009.

- Laboratoire d'imagination insurrectionnelle
- Lila Downs
- Lost Children of Babylon
- Lydia Canaan
- Martha Gonzalez
- Maya Jupiter
- Michel Platnic
- Norm Magnusson
- Pavel 183
- Peter Joseph
- Quetzal (band)
- Red Rebel Brigade
- Reverend Billy and the Church of Stop Shopping
- Ruangrupa
- Self Help Graphics & Art
- Tania Bruguera
- Will St Leger

## Festival du Film Artivist
Le festival du Film Artivist, créé en 2004, regroupe certaines des meilleurs productions dans le domaine de la vidéo. Ce festival annonce « être le premier festival du film activiste dédié à présenter les droits de l'homme, les droits pour les enfants, la préservation de l'environnement, les droits des animaux par le cinéma, l'art visuel et la musique ».
L'artiste 0100101110101101 fut présenté à la biennale de Venise en 2001[réf. nécessaire].